# Panicum antidotale
Panicum antidotale är en gräsart som beskrevs av Anders Jahan Retzius. Panicum antidotale ingår i släktet vipphirser, och familjen gräs. Inga underarter finns listade i Catalogue of Life.

## Bildgalleri

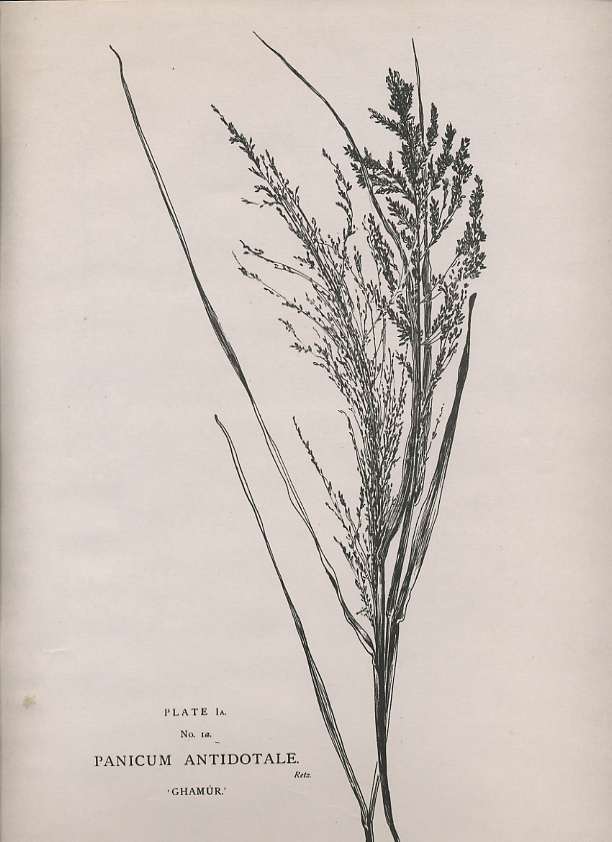
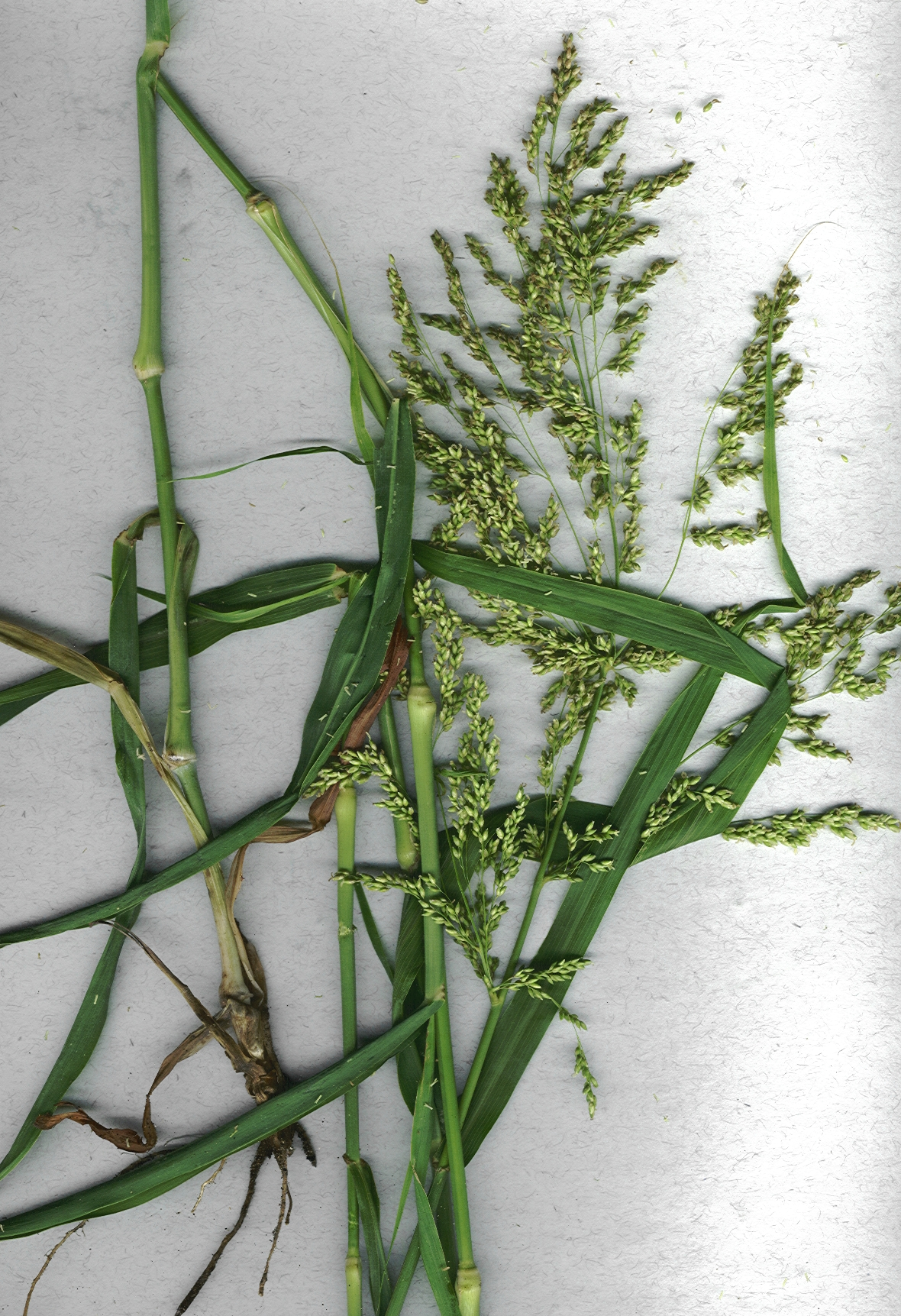
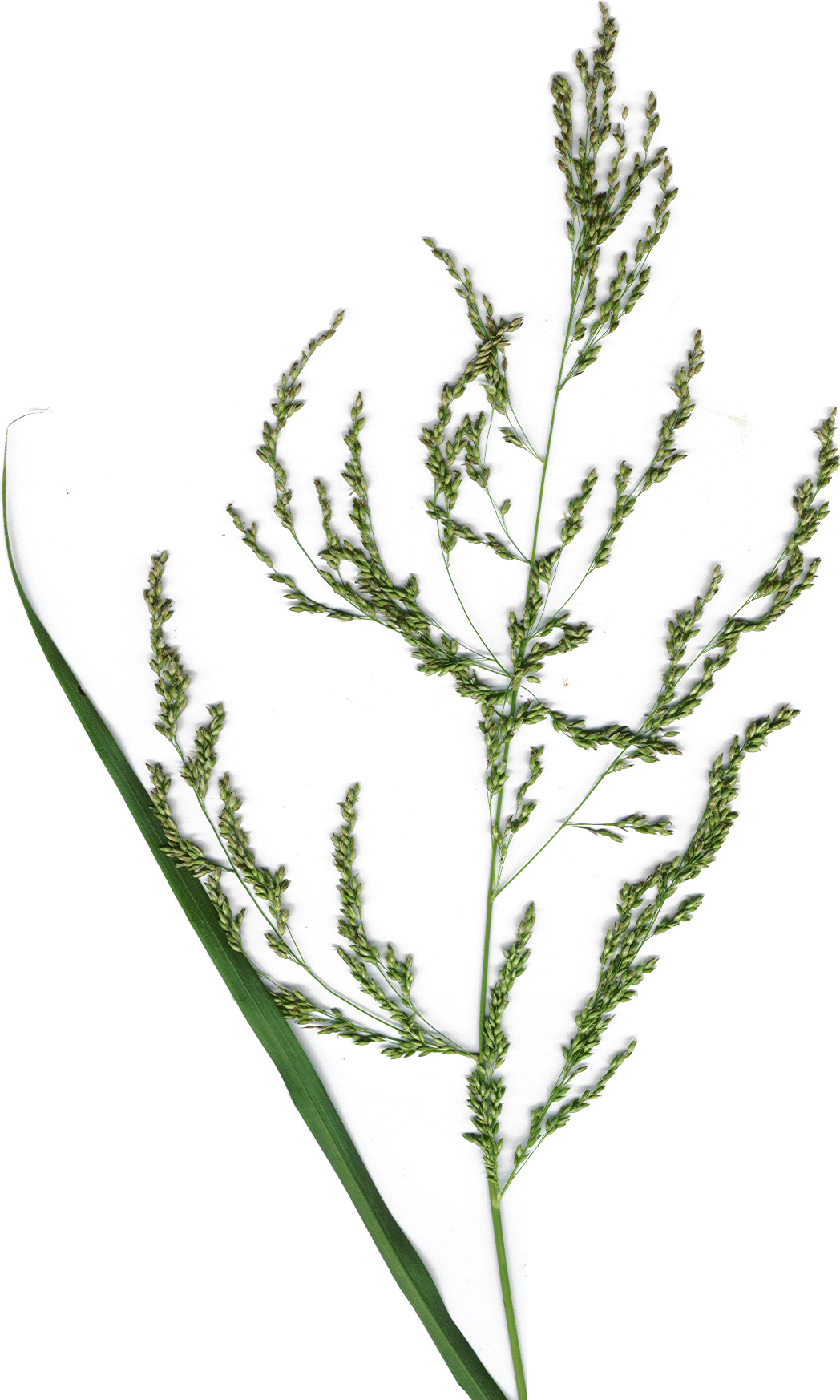
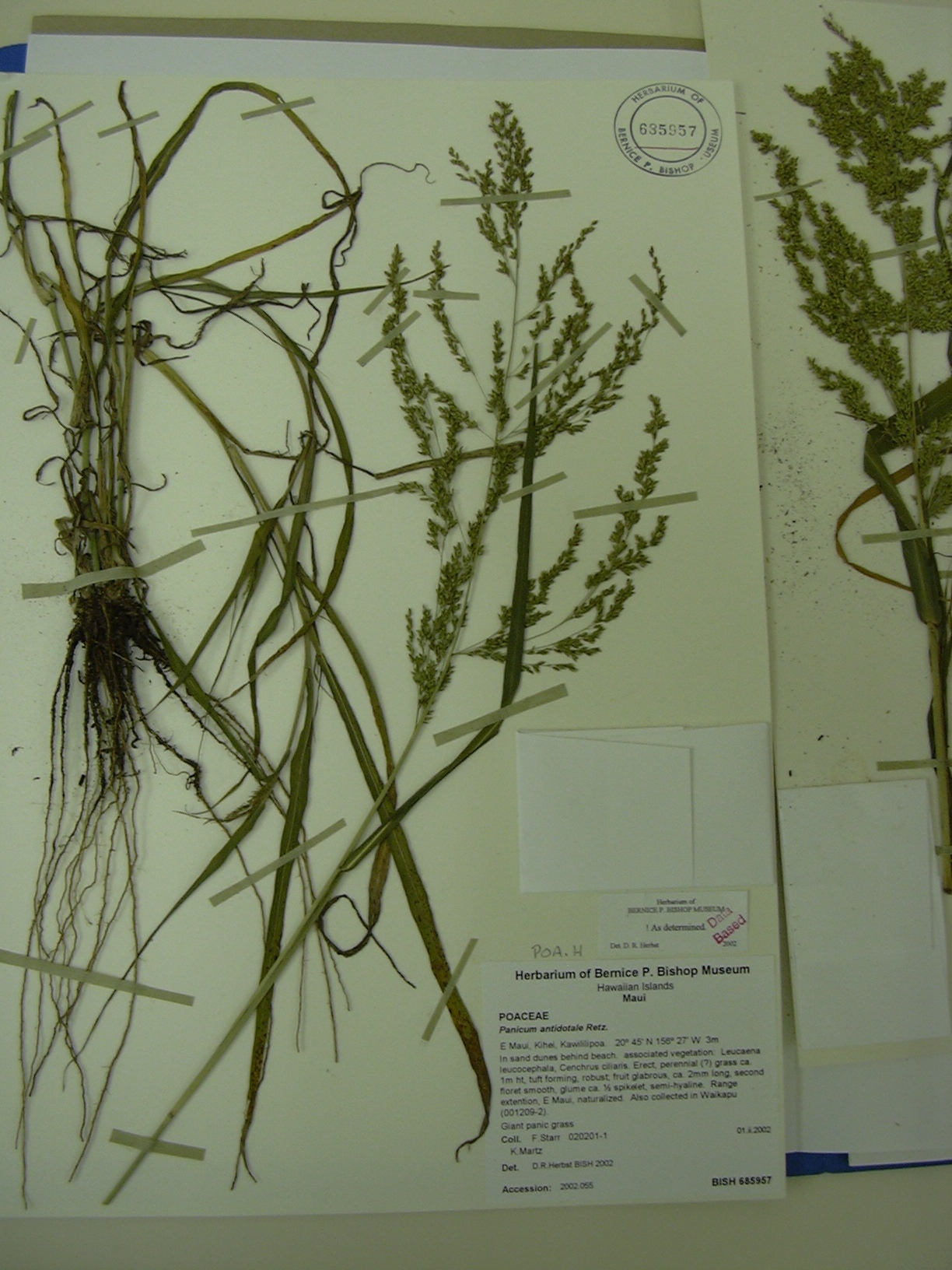